# Jacopo Rondinelli
Jacopo Rondinelli (Milano, 16 aprile 1973) è un regista, designer, scenografo e musicista italiano.

## Biografia

### Gli inizi come scenografo, designer e musicista
Jacopo Rondinelli entra nel mondo dello spettacolo negli anni ’90, lavorando come scenografo e creatore di effetti speciali per pubblicità, tv e cinema. In questo periodo partecipa a produzioni cinematografiche come Nirvana di Gabriele Salvatores e Metalmeccanico e Parrucchiera di Lina Wertmuller.
Parallelamente lavora come interior designer, collaborando con aziende tra cui, Invicta e Domo Adami.
Nel 2004 pubblica l’album On The Air per Sony Music con il suo gruppo musicale Jet Lag, del quale fanno parte anche Livio Magnini (chitarra) ed Emilio Cozzi (voce), al quale danno il loro contributo artisti come Giorgia, Max Gazzè, Amanda Lear, Martina Topley Bird, Enrico Ghezzi, Samuele Bersani, La Banda Osiris. In questo periodo collabora con Nokia in veste di direttore artistico, realizzando alcune video installazioni.

### Regista
Nel 2007 Rondinelli si avvicina alla regia video, firmando diversi videoclip italiani e internazionali per artisti come Max Gazzè, Eros Ramazzotti, Tiziano Ferro, Salmo che vincono alcuni premi in festival del settore e a cui vengono dedicate due retrospettive, una al Festival del Cinema di Pesaro e una al Festival Neverland.
Nel 2010 inizia a lavorare alla regia e alla produzione di spot pubblicitari e documentari per brands come Motta e Nestlè.
Nel 2015 cura la regia del documentrario Prog Revolution, prodotto da Sky Arte HD e proiettato in anteprima al Trieste Film Festival.
Nel 2017 Rondinelli gira Ride, il suo primo lungometraggio da regista, che esce nelle sale italiane il 6 settembre 2018. Prodotto e distribuito da Lucky Red, scritto e co-prodotto da Fabio Guaglione, Marco Sani e Fabio Resinaro. A novembre 2018 la rivista Vice cita Jacopo Rondinelli tra i migliori registi italiani emergenti.
Dai primi mesi del 2019 Ride viene distribuito in tutto il mondo dalla casa di distribuzione True Colours, con uscite in America, Canada, Cina, India, Germania, Corea del Sud e molti altri paesi e partecipa ad alcuni festival tra cui Brussels International Fantastic Film Festival, il Noir In Festival e il Festival dello Sport. Nei mesi successivi all’uscita nelle sale Ride riceve la targa dei film d’essai, confermando Rondinelli tra i più promettenti registi del panorama cinematografico italiano
A ottobre 2019 Rondinelli ha presentato al Festival del Cinema di Roma La giostra dei giganti, documentario sul carnevale di Viareggio, che è stato uno degli eventi speciali di pre-apertura della 14ª edizione del festival. 
Nel marzo 2025 esce nelle sale cinematografiche Prophecy, terzo lungometraggio di Rondinelli, distribuito come evento speciale da Nexo Digital.

## Filmografia
- Ride (2018)
- La giostra dei giganti (2019)
- Prophecy (2024)

### Videoclip
- Al di là del cielo,[33] Realia (2008)
- L'equilibrista,[33] PNS (2008)
- Tutte le distanze, Diego Mancino (2008)
- A sangue freddo, Il Teatro degli Orrori (2009)
- Apparentemente esisto,[33] Flavio Ferri (2009)
- Butter, The Bloody Beetroots (2009)
- Awesome, The Bloody Beetroots feat. The Cool Kids (2009)
- La verticale,[33] Lambda (2009)
- Iride,[33] Psicosuono (2010)
- Buongiorno buonafortuna, Perturbazione feat. Dente (2010)
- Direzioni diverse, Il Teatro degli Orrori (2010)
- Falsa la verità, Samuel Holkins (2010)
- Natural mente,[33] Frigidaire Tango (2010)
- Do You Feel Like a Feel?, Nicola Conte (2011)
- Il tempo non è sempre magnifico, Lombroso (2011)
- Midnight Revolution, A Toys Orchestra (2011)
- Mondo tempesta, Perturbazione (2011)
- Canzone per un figlio, Marlene Kuntz (2012)
- E mi parli di te, Marina Rei feat. Pierpaolo Capovilla (2012)
- Si stava meglio prima, Eva Mon Amour feat. Rodrigo D'Erasmo (2012)
- Synthami, Blastema (2012)
- Killer Game, Salmo feat. Gemitaiz & MadMan (2013)
- Space Invaders,[34] Salmo feat. Nitro (2013)
- Run Up, Sula Ventrebianco (2013)
- China Town, Caparezza (2014)
- Generazione bho, Fedez (2014)
- Non se ne parla, Gemitaiz & MadMan (2014)
- Instagrammo, Gemitaiz & MadMan feat. Coez (2014)
- Haterproof 2, Gemitaiz & MadMan (2014)
- L'unica, Perturbazione (2014)
- Un'altra ancora, Nobraino (2014)
- Alla fine del mondo / Al fin del mundo, Eros Ramazzotti (2015)
- Andiamo a Londra, Bluvertigo (2015)
- I cerchi degli alberi, Subsonica (2015)
- L'Italia vista dal bar, Perturbazione (2015)
- La vita com'è, Max Gazzè (2015)
- Sandinista, LNRipley (2015)
- Se i rapper fossero noi, Shade feat. Fred De Palma (2015)
- Senza un posto nel mondo, Marracash feat. Tiziano Ferro (2015)
- Cieli immensi, Patty Pravo (2016)
- Do You Feel Like I Feel, Mario Biondi (2016)
- Game Over, Marianne Mirage (2016)
- L'estate di John Wayne, Raphael Gualazzi (2016)
- Lotta Things, Raphael Gualazzi (2016)
- Ti sembra normale, Max Gazzè (2016)
- Buena fortuna, Raphael Gualazzi feat. Malika Ayane (2017)
- Un posto vero, Max Dedo (2018)
- A muso duro, Viktor Kwality (2019)
- Andalusia, Negrita (2019)
- El sendero, Caparezza feat. Mishel Domenssain (2021)
- When God Used a Rope, Buñuel (2021)